# Laheda
Laheda (Estisch: Laheda vald) is een voormalige gemeente in de Estlandse provincie Põlvamaa. De gemeente telde 1168 inwoners op 1 januari 2017 en had een oppervlakte van 91,4 km².
In oktober 2017 werd Laheda bij de gemeente Põlva vald gevoegd.
De landgemeente telde elf dorpen. Het bestuurscentrum was Tilsi.

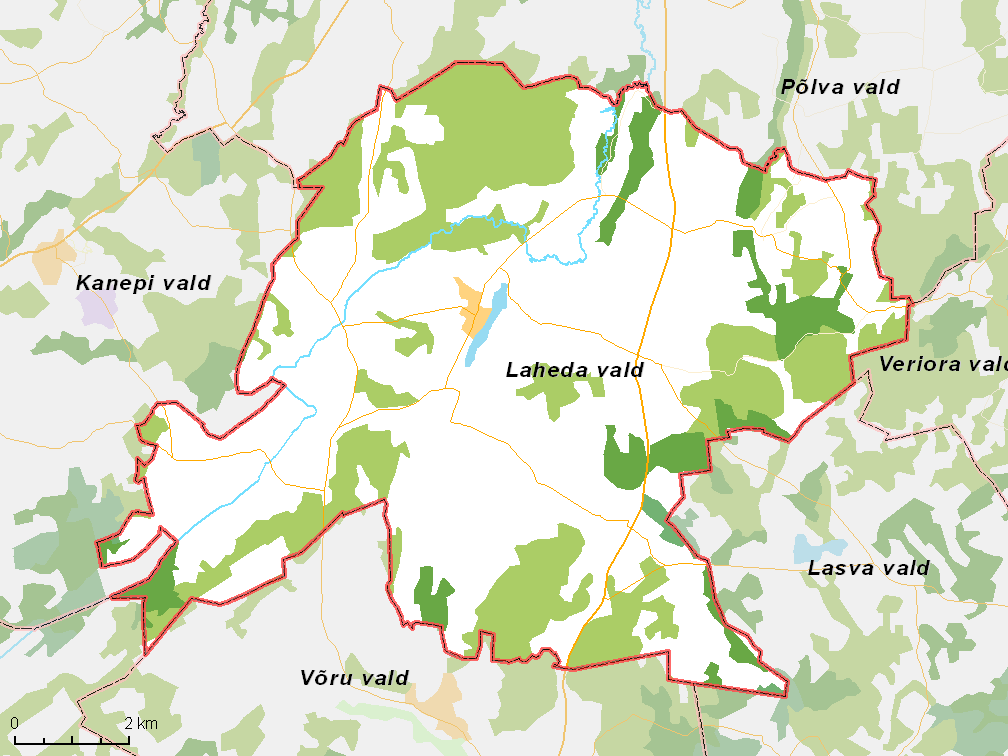
De gemeente met omliggende gemeenten, situatie begin 2017